# پارک ملی کوشیرو-شیتسوگن
پارک ملی کوشیرو-شیتسوگن (به لاتین: Kushiro-shitsugen National Park) یک پارک ملی و منطقهٔ مسکونی در ژاپن است که در کوشیرو، هوکایدو واقع شده‌است.